# Karl Richard von Koch
Karl Richard Robert von Koch (* 2. August 1852 in Stettin; † 15. April 1924 in Bad Liebenzell) war ein deutscher Physiker und Meteorologe.

## Leben
Karl Richard von Koch studierte an den Universitäten in Bonn, Freiburg und Göttingen und wurde in Freiburg i. Br. 1875 zum Dr. phil. promoviert.
Anschließend wirkte er als Bibliothekar an der Universität in Freiburg i. B. und begann seine Forschungen in Physik bei Emil Warburg. 1881 wurde er Dozent für Physik.
Während seiner Zeit als Privatdozent wurde Karl Richard von Koch von Georg von Neumayer zur Teilnahme am Ersten Internationalen Polarjahr 1882–1883 als verantwortlicher Meteorologe ausgewählt. Er führte dabei meteorologische Beobachtungen in Labrador (Nain, Okak, Hoffenthal, Zoar, Hebron und Rama) durch, wobei er zusätzlich Aufzeichnungen zum Leben der dort ansässigen Eskimo anfertigte und kunstvolle, aus Walross-Elfenbein gefertigte Schnitzereien der Eskimo in die Amerika-Sammlung  der Universität Göttingen einbrachte.
1886 wurde er in Freiburg i. Br. zum außerordentlichen Professor ernannt und wechselte 1888 auf eine Professur nach Aachen.
Karl Richard von Koch wurde 1891 Professor für Physik und Meteorologie an der Königlich Technischen Hochschule Stuttgart. Hier entwarf er das neue Physikalische Institut, das 1910 eröffnet wurde und er als Vorstand leitete.
1919 musste er aufgrund von Herzbeschwerden die Professur für Physik an der Technischen Hochschule Stuttgart aufgeben.
Seine wissenschaftliche Arbeit konzentrierte sich hauptsächlich auf die Verbesserung der Messmethoden, insbesondere der Elastizität. Besonders interessierte ihn die Anwendung physikalischer Prinzipien auf praktische Probleme und auf Naturereignisse. Seine bekanntesten Forschungen betreffen wahrscheinlich die Elastizität von Metallen bei hohen Temperaturen, die Bestimmung der Schwerkraft und die Aurora.
Der Geodät Alfred Berroth wurde 1915 bei ihm und Ernst von Hammer promoviert.
Karl Richard von Koch war ab 1892 Mitglied des Vereins für vaterländische Naturkunde in Württemberg, war von 1899 bis 1923 Mitglied der Deutschen Physikalischen Gesellschaft und wurde am 10. Februar 1915 als Mitglied (Matrikel-Nr. 3369) in die Leopoldina aufgenommen.

## Schriften
- mit Friedrich Klocke: Ueber die Bewegung der Gletscher. In: Annalen der Physik und Chemie, 8, 12, Leipzig 1879, S. 661–666 Digitalisat
- mit Friedrich Klocke: Ueber die Bewegung der Gletscher. II. Mittheilung. In: Berichte über die Verhandlungen der naturforschenden Gesellschaft zu Freiburg i. B. Band 8, Nr. 1. Freiburg i. B. 1882, S. 55–72 (Digitalisat).
- Untersuchungen über die Elasticität der Krystalle des regulären Systems. In: Berichte über die Verhandlungen der naturforschenden Gesellschaft zu Freiburg i. B. Band 8, Nr. 2. Freiburg i. B. 1884, S. 144–169 (Digitalisat).
- Beiträge zur Kenntnis der Elasticität des Eises. In: Berichte über die Verhandlungen der naturforschenden Gesellschaft zu Freiburg i. B. Band 8, Nr. 3. Freiburg i. B. 1885, S. 314–329 (Digitalisat).
- mit Carl Julius Cranz: Untersuchungen über die Vibration des Gewehrlaufs. 1. Schwingungen in verticaler Ebene bei horizontal gehaltenem Gewehr. A. Gewehre vom Typus des Mausergewehrs Modell 71. In: Abhandlungen der Bayerischen Akademie der Wissenschaften, Mathematisch-naturwissenschaftliche Klasse, 19, München 1896, S. 745–775 Digitalisat
- mit Carl Julius Cranz: Untersuchungen über die Vibration des Gewehrlaufs. 1. Schwingungen in verticaler Ebene. B. Versuche mit kleinkalibrigen Gewehren. In: Abhandlungen der Bayerischen Akademie der Wissenschaften, Mathematisch-naturwissenschaftliche Klasse, 20, München 1900, S. 589–611 Digitalisat
- mit Carl Julius Cranz: Untersuchung über die Vibration des Gewehrlaufes (Schluss). II. Schwingungen in horizontaler Ebene. In: Abhandlungen der Bayerischen Akademie der Wissenschaften, Mathematisch-naturwissenschaftliche Klasse, 21, München 1902, S. 557–574 Digitalisat